# 観光通停留場
観光通停留場（かんこうどおりていりゅうじょう、観光通電停）は、長崎県長崎市銅座町にある長崎電気軌道本線の停留場。駅番号は33。
1号・4号各系統が停車する。表記は「観光通り」とも。

## 歴史
当停留場は1921年（大正10年）、銅座町停留場（どうざまちていりゅうじょう）として開業した。西浜町 - 思案橋間の第3期線開通と同日の開業で、「銅座町」の名は当地に棹銅を鋳造する銅座が置かれていたことに由来する。1930年（昭和5年）には付近の商店街の通りの名前をとって柳通停留場（やなぎどおりていりゅうじょう）に改称。その後太平洋戦争下の1944年（昭和19年）には急行運転が開始されたことにより、停留場は一度廃止される。
戦後、停留場が再開したのは1953年（昭和28年）。原爆投下からの復旧に際し、長崎駅前 - 西浜町 - 蛍茶屋間の再開を優先しているうちに当地では軌道上に闇市が立ってしまったため、再開には遅れが生じた。この間、通りとしての柳通は1949年（昭和24年）に観光通へと改称していたため、当停留場も再開に際して観光通停留場へと改称した。

### 年表
- 1921年（大正10年）4月30日：銅座町停留場として開業[2]。
- 1930年（昭和5年）4月：柳通停留場に改称[2]。
- 1944年（昭和19年）1月：戦時下の急行運転により廃止[2]。
- 1953年（昭和28年）7月1日：観光通停留場として再開業[2]。
- 2000年（平成12年）3月29日：停留場を改築[6]。

## 構造
観光通停留場は併用軌道区間にあり、道路上にホームが置かれる。ホームは2面あり、2本の線路を挟み込むように配されるが、互いのホームは交差点を挟んで斜向かいにずれて位置している。西浜町寄りから見て手前に崇福寺方面行きのホーム、奥に赤迫・蛍茶屋方面行きのホームがある。
2000年には上屋がテント式から景観に配慮したシェルター式へ取り換えられた。

## 利用状況
長崎電軌の調査によると1日の乗降客数は以下の通り。
- 1998年 - 4,486人[1]
- 2015年 - 2,500人[11]

## 周辺
一帯は中華街の北側に接する長崎市中心部の繁華街（浜町）。停留場がある交差点には浜屋百貨店が建ち、浜町アーケード・ベルナード観光通商店街が広がり買い物客の利用が多い。観光通商店街には長崎土産を売る店もあり、名前の通り観光客も多く訪れる。
戦前は軌道が道路の片側に寄って敷設されていて、隣の思案橋停留場までの区間は専用軌道だった。
- 国道324号
- 長崎バス「浜の町」バス停
- ハマクロス411
- 長崎三菱信用組合 浜町支店
- ホテルフォルツァ長崎
- ドン・キホーテ 浜町店

## 隣の停留場
長崎電気軌道
本線（■1号系統）
西浜町停留場 (32) - 観光通停留場 (33) - 思案橋停留場 (34)